# Hephaistine
Hephaistine (altgriechisch Ἡφαιστίνη Hēphaistínē) ist in der griechischen Mythologie eine der Gemahlinnen des Aigyptos, des Zwillingsbruders von Danaos. Mit Aigyptos hatte sie sechs Söhne: Idas, Pandion, Daiphron, Arbelos, Hyperbios und Hippokorystes.
Nach der Massenhochzeit der 50 Söhne des Aigyptos mit den 50 Töchtern des Danaos, den Danaiden, bei der das Los über die Paarbildungen entschied, wurden auch die Söhne der Hephaistine von ihren Ehefrauen in der Hochzeitsnacht getötet.